# CK Hutchison Holdings

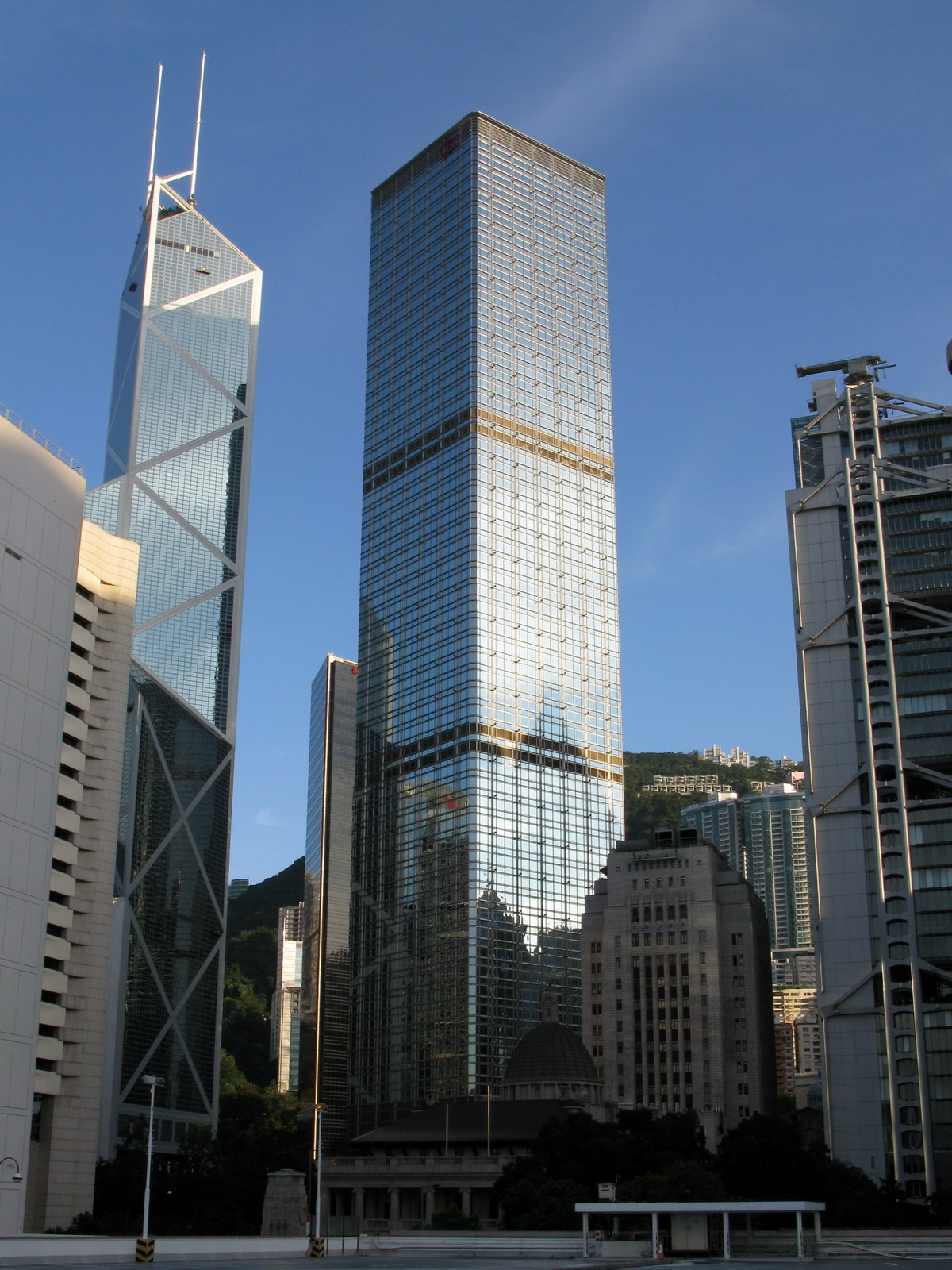
Cheung Kong Center, Central District, Hongkong (2008)

Die chinesische Holding-Gruppe CK Hutchison Holdings Limited (chinesisch 長江和記實業 / 长江和记实业, Pinyin Chángjiāng Hèjì Shíyè, Jyutping Coeng4gong1 Wo4gei3 Sat6jip6, kurz 長和 / 长和,  Chánghè, Jyutping Coeng4wo4), mit Hauptsitz in Hongkong, ist ein multinationaler Konzern in den Feldern Innovation und Technologie. Die Aktivitäten der Gruppe liegen in fünf Kernbereichen: Entwicklung von Häfen und damit verbundenen Dienstleistungen, Drogeriemärkte, Infrastruktur, Energie und Telekommunikation.
CK Hutchison entstand durch die Restrukturierung der Cheung Kong Holdings und dem Merger mit Hutchison Whampoa im Juni 2015. Nach eigenen Angaben ist sie das größte Unternehmen an der Hong Kong Stock Exchange. In den Forbes Global 2000 der weltweit größten Unternehmen belegte die CK Hutchison Holdings nach Geschäftsjahr 2022 den Platz 227.

## Eigentümerstruktur
30,36 % der Aktien werden vom Unternehmensgründer von Cheung Kong Holdings Li Ka-Shing gehalten, der auch Hauptaktionär von Hutchison Whampoa war. Die übrigen Aktien sind im Streubesitz.

## Unternehmensstruktur
Die CK Hutchison Holdings operiert in 50 Ländern und hat 300.000 Beschäftigte. Der Konzern hat dabei zahlreiche Unternehmensbeteiligungen, die nachfolgend in Auszügen aufgeführt sind:
- A.S. Watson Group Holdings (75 %)[8]
- Hutchison Telecommunications Hong Kong Holdings Limited (66,09 %)
- Hutchison Telecommunications (Australia) Limited (87,87 %)
- Cheung Kong Infrastructure Holdings Limited (75,67 %)
  - Power Assets Holdings Limited (38,87 %)
  - Hong Kong Electric Holdings Limited (33,37 %)
- Hutchison China MediTech Limited (60,40 %)
- Cenovus Energy (15,71 %)
- Hutchison Port Holdings Trust (30,07 %)
- Tom Group Limited (36,37 %)
- CK Life Sciences International (Holdings) Inc. (45,32 %)

## Häfen
Die Konzerntochter Hutchison Ports ist ein Hafeninvestor, -entwickler und -betreiber, der 2025 in 24 Ländern in Asien, dem Nahen Osten, Afrika, Europa, Amerika und Australasien 53 Häfen betrieb. In Deutschland ist das Unternehmen im Hafen Duisburg tätig.

## Telekommunikation
Im Bereich Telekommunikation ist CK weltweit vorwiegend als Mobilfunknetzbetreiber und Inhaber der Mobilfunkmarke 3 unterwegs. 3 gibt es in den Ländern Australien, Österreich (Hutchison Drei Austria), Dänemark, Hongkong, Irland, Italien (Wind Tre), Macau, Schweden sowie England. Hongkong und Macau sind dabei der Hutchison Telecommunications Hong Kong Holdings zugehörig, wo die CK Hutchison Mehrheitseigentümer ist. Unter der Hutchison Asia Telecom bietet CK Hutchison des Weiteren Mobilfunkdienste in Indonesien, Vietnam und Sri Lanka an.
Im Jahr 2020 hatte die 3Group insgesamt über 38,5 Millionen Kunden, Hutchison Asia Telecommunications zählte 57 Millionen sowie Hutchison Telecommunications Hong Kong Holdings
rund 3,3 Millionen.(Stand 21. Dezember 2020)
Ende Dezember 2016 begann die CK Hutchison Holdings ein Joint Venture mit der VimpelCom und gründete die Wind Tre S.p.A. Seit dem 7. September 2018 ist die CK Hutchison Holdings Alleinaktionär von Wind Tre.

## Drogeriemärkte
CK ist mit 75 % der Großaktionär der A.S. Watson Group Holdings, die wiederum 40 % an Rossmann halten. Hinzu kommen die Übernahmen von Superdrug und Kruidvat. Hiermit sind sie einer der weltweit größten Betreiber von Drogeriemärkten mit mehr als 16.100 Geschäften in 28 Märkten im Jahr 2023.

## Energie
CK Hutchison hält 15,71 % an Cenovus Energy Inc., die in Kanada und im asiatisch-pazifischen Raum Erdöl und Erdgas fördern und in Kanada und den Vereinigten Staaten Erdgas veredeln, raffinieren und vermarkten. Ein Konsortium von zwei CK Hutchison-Unternehmen, CK Infrastructure und Cheung Kong Property Holdings, bezahlte 2017 für den Heizungs- und Wasserableser Ista 4,5 Milliarden Euro, was 2017 eine der größten Übernahmen in Deutschland war.

## Infrastruktur
CK Hutchison hält 75,67 % an CK Infrastructure Holdings Limited (CKI) (Aktiencode: 1038). CKI ist ein globales Infrastrukturunternehmen in den Bereichen Energieinfrastruktur, Verkehrsinfrastruktur, Wasserinfrastruktur, Abfallwirtschaft, Energie aus Abfall und Haushaltsinfrastruktur.
Das Unternehmen ist hauptsächlich in Hongkong, Festlandchina, dem Vereinigten Königreich, Kontinentaleuropa, Australien, Neuseeland, Kanada und den Vereinigten Staaten tätig. CKI ist der größte Aktionär von Power Assets Holdings Limited (Power Assets) (Aktiencode: 0006), einem an der Börse von Hongkong notierten Unternehmen. CKI arbeitet auch an vielen Innovationen, z. B. bei der Umstellung von Gasnetzen auf Wasserstoff, wasserstoffbetriebenen Zügen, dezentralen Solarsystemen, dezentralen und erneuerbaren Energieerzeugungslösungen, erneuerbarem Erdgas, der Abscheidung, Nutzung und Speicherung von Kohlenstoff.

### Weitere Projekte
Außerdem hält CK Hutchison direkte Beteiligungen an einigen von CKI geführten Infrastrukturprojekten:
- Australian Gas Networks
- Dutch Enviro Energy
- Park’N Fly (Kanada)
- Wales & West Gas Networks
- UK Rails[17]